# ديفيد ماكسويل (مجدف)
ديفيد ماكسويل (بالإنجليزية: David Maxwell)‏ هو مجدف بريطاني، ولد في 8 أبريل 1951.

## وصلات خارجية
- ديفيد ماكسويل على موقع الاتحاد الدولي للتجديف (الإنجليزية)
- ديفيد ماكسويل على موقع اللجنة الأولمبية الدولية (الإنجليزية)
- ديفيد ماكسويل على موقع أوليمبيديا (الإنجليزية)
- ديفيد ماكسويل على موقع اللجنة الأولمبية البريطانية (الإنجليزية)